# Преображенский, Владимир Евгеньевич
Влади́мир Евге́ньевич Преображе́нский (3 февраля 1939 года, г. Ленинград, РСФСР, СССР — 25 октября 1993 год) — советский космонавт-испытатель, 3-й набор ВВС. Опыта космических полётов не имел.

## Биография

### Деятельность до зачисления в отряд космонавтов
Родился в семье военного лётчика, позже ставшего Героем Советского Союза, генерал-полковником авиации, командующим авиацией Военно-морского флота СССР, Е. Н. Преображенского. Русский.
- В 1956 году окончил среднюю школу и, одновременно, музыкальную школу по классу фортепиано в Москве.
- В 1956—1963 годах учился в МАИ по специальности «Летательные аппараты», по окончании присвоена квалификация «инженер-механик по летательным аппаратам».

С марта 1963 года член КПСС.
- С июля по декабрь 1963 года работал инженером в конструкторском бюро.
- 30 декабря 1963 года был призван в армию на срочную службу и служил в Центральном управлении военно-морской авиации. С 3 января 1964 года служил в должности рядового, с 29 января 1964 года служил в должности мачтовика.
- С 24 февраля 1965 года до зачисления в отряд космонавтов служил инженером по счетно-решающим устройствам 317-го специализированного технологического бюро авиации ВМФ.

### Служба в отряде космонавтов
- В 1965 году успешно прошел медицинскую комиссию в Центральном Военном научно-исследовательском авиационном госпитале (ЦВНИАГ). На итоговом заседании Мандатной комиссии 23 октября 1965 года был рекомендован к зачислению в отряд космонавтов. Приказом Главкома ВВС №942 от 28 октября 1965 года назначен на должность слушателя-космонавта 1 отряда ЦПК ВВС.
- 25 ноября 1965 — 30 декабря 1967 года — проходил общекосмическую подготовку (ОКП).  Изучал системы КК «Восток», «Восход», «Союз» всех модификаций. Освоил пилотирование самолетов МиГ-15УТИ и Л-29 с инструктором. После сдачи экзаменов 30 декабря 1967 года — назначен космонавтом 2 отряда космонавтов (военные космические программы).
- В январе 1968—1974 годах проходил подготовку в группе по программе орбитальной станции «Алмаз».
- 30 апреля 1969 года — назначен космонавтом 2 отдела 1 управления, а с 30 апреля 1974 года - космонавтом 3 отдела 1 управления.
- В 1971—1978 — секретарь парторганизации отряда космонавтов.
- В сентябре 1972 — феврале 1973 года проводил наземные испытания ОПС «Алмаз» в условном экипаже вместе с Михаилом Лисуном.
- В январе 1975 — июне 1976 года — подготовка в качестве бортинженера 5-го экипажа для полёта на ОС «Салют-5» вместе с Владимиром Козельским.
- 30 марта 1976 года — переведен в группу КЛА спецназначения.
- В июле—октябре 1976 года — подготовка в 4-м экипаже на ОС («Салют-5») вместе с Владимиром Козельским.
- В ноябре 1976 — январе 1977 года — подготовка в 3-м (резервном) экипаже по программе 2-й экспедиции на ОС «Салют-5» вместе с Владимиром Козельским.
- В феврале—июле 1977 года — подготовка в качестве бортинженера дублирующего экипажа по программе 3-й экспедиции на ОС «Салют-5» вместе с Владимиром Козельским. Полёт был отменён из-за того, что завод экспериментального машиностроения НПО "Энергия" не успевал к намеченному сроку сделать новый КК «Союз».

В связи с этим, а также с тем, что при коррекции орбиты станции был израсходован практически весь запас топлива, было принято решение о прекращении эксплуатации станции «Салют-5» и        расформировании готовящихся по этой программе экипажей.
- В 1977—1979 годах проходил подготовку по программе «Алмаз» в составе группы космонавтов.
- В 1979—1980 годах проходил подготовку к испытательному полету на Транспортном корабле снабжения (ТКС) в условном экипаже вместе с Геннадием Сарафановым и Валерием Романовым. Экипаж участвовал в Межведомственных комплексных испытаниях ТКС по реализации восьмисуточной полётной программы на аналоге корабля с пристыкованным к нему макетом станции. Эти испытания проводились в НИИ-30 (посёлок Чкаловский) в рамках подготовки к первому пилотируемому автономному полету ТКС. Полёт не состоялся в связи с закрытием пилотируемой программы ОС «Алмаз» и ТКС.
- 18 ноября 1980 года — отчислен из отряда космонавтов по собственному желанию.

### Последующая деятельность
- В 1978—1982 годах заочно обучался на отделении Военно-политической академии имени В. И. Ленина по специальности «Военно-политическая», и получил квалификацию «офицер с высшим военным образованием, политработник».
- С 18 ноября 1980 года служил ведущим инженером-испытателем 2 отделения 2 отдела 1 управления ЦПК, с 13 июля 1981 года — в 3 отделении 3 отдела, с 29 января 1982 года — в 3 отделении 5 отдела, с  21 июня 1982 года — в 1 отделение 5 отдела, с 1 октября 1986 года — в 1 отделении 15 отдела.
- В 1986 году участвовал в трёх экспедициях по ликвидации последствий Чернобыльской аварии, снимал карту заражения объекта сначала в должности помощника, а затем в качестве руководителя группы.
- С 30 марта 1988 года служил ведущим инженером-испытателем ЦПК без указания отдела.

Уволен в запас по возрасту 13 апреля 1989 года, исключён из списков части 25 апреля 1989 года.

В 1989 — октябре 1993 года — старший научный сотрудник ЦПК.
Трагически погиб 25 октября 1993 года (сбит автомобилем).

## Воинские звания
- 30 декабря 1963 года — рядовой.
- 1964 год — сержант.
- 9 сентября 1965 года — младший лейтенант.
- 6 ноября 1965 года — инженер-лейтенант.
- 24 июля 1968 года — старший инженер-лейтенант.
- 13 марта 1970 года — инженер-капитан.
- 3 декабря 1971 года — капитан-инженер.
- 11 октября 1972 года — майор-инженер..
- 7 июня 1975 года — подполковник-инженер.
- 27 марта 1980 года — полковник-инженер.
- 14 мая 1984 года — подполковник.
- С 13 апреля 1989 года — подполковник запаса.

## Классность и достижения
- 2 декабря 1969 года — инструктор парашютно-десантной подготовки ВВС (80 прыжков).
- Офицер-водолаз.
- 2-й разряд по волейболу.
- 3-й разряд по лёгкой атлетике.

## Государственные награды
- Медаль «За освоение целинных земель»
- Нагрудный знак «Участнику ликвидации последствий аварии ЧАЭС»
- 9 юбилейных медалей

## Семья
Отец — Преображенский, Евгений Николаевич (1909-1963), Герой Советского Союза, генерал-полковник авиации

Мать — Таисия Николаевна Преображенская (1913-1969), домохозяйка

Сестра – Галина Евгеньевна Бутова (Преображенская) (1934 г.р.), референт ГКНТ

Сестра – Ольга Евгеньевна Смирнова (Преображенская) (1943 г.р.), директор предприятия

Жена — Мария Павловна Преображенская (Кропина) (1939 г.р.), экономист, начальник отдела НПО «Энергия»

Сын — Владимир Владимирович Преображенский (1961 г.р.), директор малого предприятия